# Kamnaskires III.

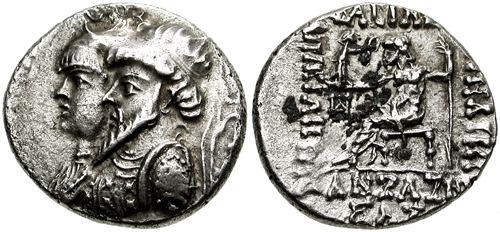
Münze: Kamnaskires und Anzaze

Kamnaskires III. war ein König der Elymais, der um 82/81 bis ca. 75 v. Chr. regierte.
Kamnaskires ist vor allem von seinen datierten Münzen bekannt, auf denen er mit seiner Gemahlin Anzaze erscheint. Das Herrscherbild auf diesen Münzen orientiert sich nicht mehr an griechischen Vorbildern. Frisur, Barttracht und Kleidung sind iranisch. Die Münzen sind eventuell in Seleukia am Hedyphon geprägt worden. Aus den Astronomischen Tagebüchern aus Babylon erfährt man, dass ein parthischer König, wahrscheinlich Orodes I., im Januar/Februar 77 v. Chr. nach Elam marschierte, um gegen Qabinaschkiri zu ziehen, bei dem es sich mit einiger Sicherheit um Kamnaskires handelt, der also offensichtlich gegen die parthische Herrschaft rebellierte. Diese Ereignisse werden vielleicht auch bei Strabon (Geog. XVI.1.18) genannt, der von einer Revolte in dieser Region des Partherreiches berichtet, die allerdings nicht datiert wird.